# Herbault
Pour les articles homonymes, voir Herbault (homonymie).
Herbault est une commune française située dans le département de Loir-et-Cher en région Centre-Val de Loire.
Localisée au centre-ouest du département, la commune fait partie de la petite région agricole « la Gâtine tourangelle », constituée de plateaux séparés par des vallées souvent étroites. .
L'occupation des sols est marquée par l'importance des espaces agricoles et naturels qui occupent la quasi-totalité du territoire communal. Un espace naturel d'intérêt est présent sur la commune : un site natura 2000.  En 2010, l'orientation technico-économique de l'agriculture sur la commune est la culture des céréales et des oléoprotéagineux. À l'instar du département qui a vu disparaître le quart de ses exploitations en dix ans, le nombre d'exploitations agricoles a fortement diminué, passant de 26 en 1988, à 15 en 2000, puis à 12 en 2010.
Ses habitants sont appelés les Herbaltois.

## Géographie

### Localisation et communes limitrophes
La commune d'Herbault se trouve au centre-ouest du département de Loir-et-Cher, dans la petite région agricole de la Gâtine tourangelle,. À vol d'oiseau, elle se situe à 14,2 km  de Blois, préfecture du département et à 11,9 km de Veuzain-sur-Loire, chef-lieu du canton d'Onzain dont dépend la commune depuis 2015. La commune fait en outre partie du bassin de vie de Blois.
Les communes les plus proches sont : 
Françay (1,8 km), Santenay (4,6 km), Orchaise (4,6 km), Lancôme (5 km), Saint-Étienne-des-Guérets (5,7 km), Landes-le-Gaulois (6,3 km), Molineuf (6,7 km), Gombergean (6,7 km) et Seillac (6,8 km).
La commune est située à 16,5 km à l'ouest de Blois, à proximité immédiate de l'entrée de l'autoroute A10 (sans être toutefois directement desservie par l'autoroute, les échangeurs les plus proches étant ceux de Blois en remontant vers Orléans ou Château-Renault ou en descendant vers Tours).

### Hydrographie
La commune est drainée par la Fontaine et par deux petits cours d'eau, constituant un réseau hydrographique de 2,96 km de longueur totale.

### Climat
Pour des articles plus généraux, voir Climat du Centre-Val de Loire et Climat de Loir-et-Cher.
En 2010, le climat de la commune est de type climat océanique dégradé des plaines du Centre et du Nord, selon une étude du CNRS s'appuyant sur une série de données couvrant la période 1971-2000. En 2020, Météo-France publie une typologie des climats de la France métropolitaine dans laquelle la commune est exposée à un climat océanique altéré et est dans la région climatique Moyenne vallée de la Loire, caractérisée par une bonne insolation (1 850 h/an) et un été peu pluvieux.
Pour la période 1971-2000, la température annuelle moyenne est de 11,4 °C, avec une amplitude thermique annuelle de 15,2 °C. Le cumul annuel moyen de précipitations est de 659 mm, avec 10,6 jours de précipitations en janvier et 6,6 jours en juillet. Pour la période 1991-2020, la température moyenne annuelle observée sur la station météorologique de Météo-France la plus proche, sur la commune de Saunay à 12 km à vol d'oiseau, est de 12,0 °C et le cumul annuel moyen de précipitations est de 657,3 mm,. Pour l'avenir, les paramètres climatiques de la commune estimés pour 2050 selon différents scénarios d'émission de gaz à effet de serre sont consultables sur un site dédié publié par Météo-France en novembre 2022.

### Milieux naturels et biodiversité
Le réseau Natura 2000 est un réseau écologique européen de sites naturels d'intérêt écologique élaboré à partir des Directives « Habitats » et « Oiseaux ». Ce réseau est constitué de Zones Spéciales de Conservation (ZSC) et de Zones de Protection Spéciale (ZPS). Dans les zones de ce réseau, les États Membres s'engagent à maintenir dans un état de conservation favorable les types d'habitats et d'espèces concernés, par le biais de mesures réglementaires, administratives ou contractuelles. L'objectif est de promouvoir une gestion adaptée des habitats tout en tenant compte des exigences économiques, sociales et culturelles, ainsi que des particularités régionales et locales de chaque État Membre. Les activités humaines ne sont pas interdites, dès lors que celles-ci ne remettent pas en cause significativement l'état de conservation favorable des habitats et des espèces concernés. Une partie du territoire communal est incluse dans le site Natura 2000 : la « Petite Beauce », d'une superficie de 52 565 ha.

## Urbanisme

### Typologie
Au 1er janvier 2024, Herbault est catégorisée commune rurale à habitat dispersé, selon la nouvelle grille communale de densité à sept niveaux définie par l'Insee en 2022.
Elle est située hors unité urbaine. Par ailleurs la commune fait partie de l'aire d'attraction de Blois, dont elle est une commune de la couronne,. Cette aire, qui regroupe 78 communes, est catégorisée dans les aires de 50 000 à moins de 200 000 habitants,.

### Occupation des sols
L'occupation des sols est marquée par l'importance des espaces agricoles et naturels (96,8 %). La répartition détaillée ressortant de la base de données européenne d'occupation biophysique des sols Corine Land Cover millésimée 2012 est la suivante : 
terres arables (11,6 %), 
cultures permanentes (0,6 %), 
zones agricoles hétérogènes (15,4 %), 
prairies (3,5 %), 
forêts (65,2 %), 
milieux à végétation arbustive ou herbacée (0,7 %), 
zones urbanisées (1 %), 
espaces verts artificialisés non agricoles (0,5 %), 
zones industrielles et commerciales et réseaux de communication (1,7 %), 
eaux continentales (0,5 %).

### Planification
La loi SRU du 13 décembre 2000 a incité fortement les communes à se regrouper au sein d'un établissement public, pour déterminer les partis d'aménagement de l'espace au sein d'un SCoT, un document essentiel d'orientation stratégique des politiques publiques à une grande échelle. La commune est dans le territoire du  SCOT du Blésois, approuvé en 2006 et révisé en juillet 2016.
En matière de planification, la commune disposait en 2017 d'un plan local d'urbanisme en révision.

### Habitat et logement
Le tableau ci-dessous présente la typologie des logements à Herbault en 2016 en comparaison avec celle du Loir-et-Cher et de la France entière. Une caractéristique marquante du parc de logements est ainsi la faible proportion des résidences secondaires et logements occasionnels (0,9 %) par rapport au département (18 %) et à la France entière (9,6 %). Concernant le statut d'occupation de ces logements, 65,2 % des habitants de la commune sont propriétaires de leur logement (62,8 % en 2011), contre 68,1 % pour le Loir-et-Cher et 57,6 pour la France entière.
|                                                         | Herbault | Loir-et-Cher | France entière |
| ------------------------------------------------------- | -------- | ------------ | -------------- |
| Résidences principales (en %)                           | 89,6     | 74,5         | 82,3           |
| Résidences secondaires et logements occasionnels (en %) | 0,9      | 18           | 9,6            |
| Logements vacants (en %)                                | 9,6      | 7,5          | 8,1            |

### Voies de communication et transports

#### Voies
| 68 odonymes recensés à Herbault au 20 février 2014          | 68 odonymes recensés à Herbault au 20 février 2014 | 68 odonymes recensés à Herbault au 20 février 2014 | 68 odonymes recensés à Herbault au 20 février 2014 | 68 odonymes recensés à Herbault au 20 février 2014 | 68 odonymes recensés à Herbault au 20 février 2014 | 68 odonymes recensés à Herbault au 20 février 2014 | 68 odonymes recensés à Herbault au 20 février 2014 | 68 odonymes recensés à Herbault au 20 février 2014 | 68 odonymes recensés à Herbault au 20 février 2014 | 68 odonymes recensés à Herbault au 20 février 2014 | 68 odonymes recensés à Herbault au 20 février 2014 | 68 odonymes recensés à Herbault au 20 février 2014 | 68 odonymes recensés à Herbault au 20 février 2014 | 68 odonymes recensés à Herbault au 20 février 2014 | 68 odonymes recensés à Herbault au 20 février 2014 |
| Allée                                                       | Avenue                                             | Bld                                                | Chemin                                             | Clos                                               | Impasse                                            | Montée                                             | Passage                                            | Place                                              | Pont                                               | Route                                              | Rue                                                | Ruelle                                             | Voie                                               | Autres                                             | Total                                              |
| ----------------------------------------------------------- | -------------------------------------------------- | -------------------------------------------------- | -------------------------------------------------- | -------------------------------------------------- | -------------------------------------------------- | -------------------------------------------------- | -------------------------------------------------- | -------------------------------------------------- | -------------------------------------------------- | -------------------------------------------------- | -------------------------------------------------- | -------------------------------------------------- | -------------------------------------------------- | -------------------------------------------------- | -------------------------------------------------- |
| 1                                                           | 1                                                  | 0                                                  | 2                                                  | 0                                                  | 2                                                  | 0                                                  | 0                                                  | 2                                                  | 0                                                  | 1                                                  | 23                                                 | 0                                                  | 0                                                  | 36                                                 | 68                                                 |
| Notes « N »                                                 | Notes « N »                                        | 1. 2. 3. 4. 5. 6. 7.                               | 1. 2. 3. 4. 5. 6. 7.                               | 1. 2. 3. 4. 5. 6. 7.                               | 1. 2. 3. 4. 5. 6. 7.                               | 1. 2. 3. 4. 5. 6. 7.                               | 1. 2. 3. 4. 5. 6. 7.                               | 1. 2. 3. 4. 5. 6. 7.                               | 1. 2. 3. 4. 5. 6. 7.                               | 1. 2. 3. 4. 5. 6. 7.                               | 1. 2. 3. 4. 5. 6. 7.                               | 1. 2. 3. 4. 5. 6. 7.                               | 1. 2. 3. 4. 5. 6. 7.                               | 1. 2. 3. 4. 5. 6. 7.                               | 1. 2. 3. 4. 5. 6. 7.                               |
| Sources : rue-ville.info & perche-gouet.net & OpenStreetMap |                                                    |                                                    |                                                    |                                                    |                                                    |                                                    |                                                    |                                                    |                                                    |                                                    |                                                    |                                                    |                                                    |                                                    |                                                    |

### Risques majeurs
Le territoire communal d'Herbault est vulnérable à différents aléas naturels : ), climatiques (hiver exceptionnel ou canicule), mouvements de terrains ou sismique (sismicité très faible).
Il est également exposé à un risque technologique :  le transport de matières dangereuses,.

#### Risques naturels
Les mouvements de terrains susceptibles de se produire sur la commune sont liés au retrait-gonflement des argiles. Le phénomène de retrait-gonflement des argiles est la conséquence d'un changement d'humidité des sols argileux. Les argiles sont capables de fixer l'eau disponible mais aussi de la perdre en se rétractant en cas de sécheresse. Ce phénomène peut provoquer des dégâts très importants sur les constructions (fissures, déformations des ouvertures) pouvant rendre inhabitables certains locaux. La carte de zonage de cet aléa peut être consultée sur le site de l'observatoire national des risques naturels Georisques.

#### Risques technologiques
Le risque de transport de marchandises dangereuses sur la commune est lié à sa traversée par une route à fort trafic et une canalisation de transport de gaz. Un accident se produisant sur de telles infrastructures est en effet susceptible d'avoir des effets graves au bâti ou aux personnes jusqu'à 350 m, selon la nature du matériau transporté. Des dispositions d'urbanisme peuvent être préconisées en conséquence.

## Toponymie
Le village s'est fait appeler Herbault-en-Beauce.

## Histoire
Herbault a un passé historique récent. La paroisse fut créée vers 1700 par Charles Dodun, propriétaire du château et ministre des finances de Louis XV. Charles Dodun obtint l'érection de sa terre en marquisat (mars 1723), avec union de Pray, Orchaise, Tourailles, Villemardy, Perigny, et Nourray. Il fit construire un grenier à sel (l'actuelle mairie) par l'architecte Jules Michel Alexandre Hardouin et Herbault connut un grand essor grâce à la perception de la gabelle. La présence d'un marché et d'une vingtaine d'auberges participa au développement. L'église Saint Martin fut construite de 1787 à 1791.
Entre le 29 janvier 1939 et le 8 février, plus de 3 100 réfugiés espagnols fuyant l'effondrement de la république espagnole devant Franco, arrivent dans le Loir-et-Cher. Devant l'insuffisance des structures d'accueil (les haras de Selles-sur-Cher sont notamment utilisés), 47 villages sont mis à contribution, dont Herbault. Les réfugiés, essentiellement des femmes et des enfants, sont soumis à une quarantaine stricte, vaccinés, le courrier est limité, le ravitaillement, s'il est peu varié et cuisiné à la française, est cependant assuré. Au printemps et à l'été, les réfugiés sont regroupés à Bois-Brûlé (commune de Boisseau).

## Politique et administration

### Découpage territorial
La commune d'Herbault est membre de la Communauté d'agglomération de Blois « Agglopolys », un établissement public de coopération intercommunale (EPCI) à fiscalité propre créé le 1er janvier 2012.
Elle est rattachée sur le plan administratif à l'arrondissement de Blois, au département de Loir-et-Cher et à la région Centre-Val de Loire, en tant que circonscriptions administratives. Sur le plan électoral, elle est rattachée au canton d'Onzain depuis 2015 pour l'élection des conseillers départementaux et à la troisième circonscription de Loir-et-Cher pour les élections législatives.

### Politique et administration municipale

#### Conseil municipal et maire
Le conseil municipal d'Herbault, commune de plus de 1 000 habitants, est élu au scrutin proportionnel plurinominal avec prime majoritaire. Compte tenu de la population communale, le nombre de sièges au conseil municipal est de 15. Le maire, à la fois agent de l'État et exécutif de la commune en tant que collectivité territoriale, est élu par le conseil municipal au scrutin secret lors de la première réunion du conseil suivant les élections municipales, pour un mandat de six ans, c'est-à-dire pour la durée du mandat du conseil.
| Période   | Période  | Identité        | Étiquette | Qualité           |
| --------- | -------- | --------------- | --------- | ----------------- |
| mars 2001 | mai 2020 | Alain Tondereau |           | Retraité agricole |
| mai 2020  | En cours | Michèle Augé,   |           | Ancienne employée |

## Population et société

### Démographie

#### Évolution démographique
L'évolution du nombre d'habitants est connue à travers les recensements de la population effectués dans la commune depuis 1793. Pour les communes de moins de 10 000 habitants, une enquête de recensement portant sur toute la population est réalisée tous les cinq ans, les populations de référence des années intermédiaires étant quant à elles estimées par interpolation ou extrapolation. Pour la commune, le premier recensement exhaustif entrant dans le cadre du nouveau dispositif a été réalisé en 2005.

En 2022, la commune comptait 1 139 habitants, en évolution de −8,81 % par rapport à 2016 (Loir-et-Cher : −1,15 %, France hors Mayotte : +2,11 %).
| 1793 | 1800 | 1806 | 1821 | 1831 | 1836 | 1841 | 1846 | 1851 |
| ---- | ---- | ---- | ---- | ---- | ---- | ---- | ---- | ---- |
| 569  | 607  | 642  | 719  | 724  | 780  | 740  | 773  | 777  |

| 1856 | 1861 | 1866 | 1872 | 1876 | 1881 | 1886 | 1891 | 1896 |
| ---- | ---- | ---- | ---- | ---- | ---- | ---- | ---- | ---- |
| 754  | 879  | 911  | 874  | 833  | 855  | 870  | 890  | 898  |

| 1901 | 1906 | 1911 | 1921 | 1926 | 1931 | 1936 | 1946 | 1954 |
| ---- | ---- | ---- | ---- | ---- | ---- | ---- | ---- | ---- |
| 854  | 827  | 818  | 685  | 696  | 737  | 723  | 822  | 811  |

| 1962 | 1968 | 1975 | 1982 | 1990 | 1999  | 2005  | 2006  | 2010  |
| ---- | ---- | ---- | ---- | ---- | ----- | ----- | ----- | ----- |
| 878  | 955  | 894  | 937  | 926  | 1 050 | 1 208 | 1 202 | 1 197 |

| 2015  | 2020  | 2022  | - | - | - | - | - | - |
| ----- | ----- | ----- | - | - | - | - | - | - |
| 1 247 | 1 156 | 1 139 | - | - | - | - | - | - |

#### Pyramide des âges
La population de la commune est relativement jeune.
En 2018, le taux de personnes d'un âge inférieur à 30 ans s'élève à 32,9 %, soit au-dessus de la moyenne départementale (31,3 %). À l'inverse, le taux de personnes d'âge supérieur à 60 ans est de 28,1 % la même année, alors qu'il est de 31,6 % au niveau départemental.
En 2018, la commune comptait 575 hommes pour 632 femmes, soit un taux de 52,36 % de femmes, légèrement supérieur au taux départemental (51,45 %).
Les pyramides des âges de la commune et du département s'établissent comme suit.
| Hommes | Classe d’âge | Femmes |
| ------ | ------------ | ------ |
| 1,6    | 90 ou +      | 4,7    |
| 9,8    | 75-89 ans    | 12,7   |
| 12,9   | 60-74 ans    | 14,2   |
| 21,2   | 45-59 ans    | 19,2   |
| 19,6   | 30-44 ans    | 18,0   |
| 16,8   | 15-29 ans    | 15,0   |
| 18,1   | 0-14 ans     | 16,1   |

| Hommes | Classe d’âge | Femmes |
| ------ | ------------ | ------ |
| 1,1    | 90 ou +      | 2,6    |
| 9,2    | 75-89 ans    | 11,9   |
| 19,7   | 60-74 ans    | 20,4   |
| 20,7   | 45-59 ans    | 20     |
| 16,5   | 30-44 ans    | 16,2   |
| 15,2   | 15-29 ans    | 13,2   |
| 17,6   | 0-14 ans     | 15,7   |

## Économie

### Secteurs d'activité
Le tableau ci-dessous détaille le nombre d'entreprises implantées à Herbault selon leur secteur d'activité et le nombre de leurs salariés :
|                                                              | total | % com (% dep) | 0 salarié | 1 à 9 salarié(s) | 10 à 19 salariés | 20 à 49 salariés | 50 salariés ou plus |
| ------------------------------------------------------------ | ----- | ------------- | --------- | ---------------- | ---------------- | ---------------- | ------------------- |
| Ensemble                                                     | 92    | 100,0 (100)   | 57        | 27               | 2                | 5                | 1                   |
| Agriculture, sylviculture et pêche                           | 11    | 12,0 (11,8)   | 11        | 0                | 0                | 0                | 0                   |
| Industrie                                                    | 7     | 7,6 (6,5)     | 3         | 2                | 1                | 1                | 0                   |
| Construction                                                 | 10    | 10,9 (10,3)   | 6         | 4                | 0                | 0                | 0                   |
| Commerce, transports, services divers                        | 46    | 50,0 (57,9)   | 28        | 14               | 1                | 3                | 0                   |
| dont commerce et réparation automobile                       | 16    | 17,4 (17,5)   | 12        | 2                | 0                | 2                | 0                   |
| Administration publique, enseignement, santé, action sociale | 18    | 19,6 (13,5)   | 9         | 7                | 0                | 1                | 1                   |
| Champ : ensemble des activités.                              |       |               |           |                  |                  |                  |                     |

Le secteur du commerce, transports et services divers est prépondérant sur la commune (46 entreprises sur 92) néanmoins le secteur agricole reste important puisqu'en proportions (12 %), il est plus important qu'au niveau départemental (11,8 %). 
Sur les 92 entreprises implantées à Herbault en 2016, 57 ne font appel à aucun salarié, 27 comptent 1 à 9 salariés, 2 emploient entre 10 et 19 personnes.5 emploient entre 20 et 49 personnes.

### Agriculture
En 2010, l'orientation technico-économique de l'agriculture sur la commune est la culture de céréales et d'oléoprotéagineux (COP). Le département a perdu près d'un quart de ses exploitations en 10 ans, entre 2000 et 2010 (c'est le département de la région Centre-Val de Loire qui en compte le moins). Cette tendance se retrouve également au niveau de la commune où le nombre d'exploitations est passé de 19 en 1988 à 15 en 2000 puis à 12 en 2010. Parallèlement, la taille de ces exploitations augmente, passant de 65 ha en 1988 à 132 ha en 2010. 
Le tableau ci-dessous présente les principales caractéristiques des exploitations agricoles d'Herbault, observées sur une période de 22 ans : 
|                                      | 1988                 | 2000                 | 2010                 |
| Dimension économique                 | Dimension économique | Dimension économique | Dimension économique |
| ------------------------------------ | -------------------- | -------------------- | -------------------- |
| Nombre d'exploitations (u)           | 19                   | 15                   | 12                   |
| Travail (UTA)                        | 28                   | 29                   | 15                   |
| Surface agricole utilisée (ha)       | 1 229                | 1 469                | 1 582                |
| Cultures                             |                      |                      |                      |
| Terres labourables (ha)              | 1 202                | 1 462                | 1 567                |
| Céréales (ha)                        | 744                  | 921                  | 984                  |
| dont blé tendre (ha)                 | 554                  | 628                  | 559                  |
| dont maïs-grain et maïs-semence (ha) | 19                   |                      | s                    |
| Tournesol (ha)                       | 227                  | 76                   | s                    |
| Colza et navette (ha)                | 159                  | 237                  | 302                  |
| Élevage                              |                      |                      |                      |
| Cheptel (UGBTA)                      | 108                  | 63                   | 62                   |

#### Produits labellisés

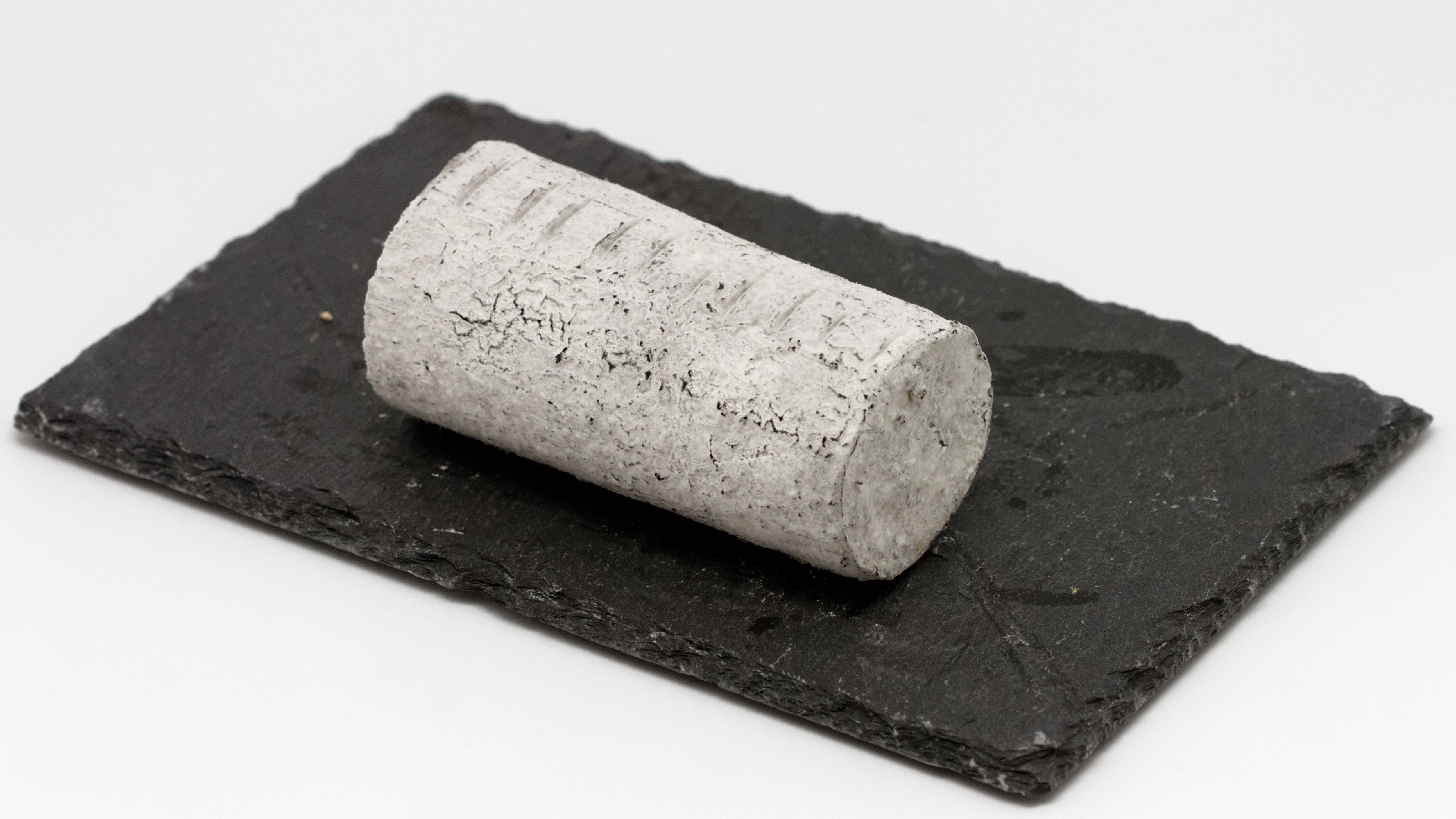
Sainte-maure-de-touraine.

La commune d'Herbault est située dans l'aire de l'appellation d'origine protégée (AOP) d'un produit : un fromage (le Sainte-maure-de-touraine).
Le territoire de la commune est également intégré aux aires de productions de divers produits bénéficiant d'une indication géographique protégée (IGP) : les rillettes de Tours, le vin Val-de-loire et les volailles de l’Orléanais,.

## Culture locale et patrimoine

### Lieux et monuments
- Église paroissiale Saint-Martin, abritant des stalles[60] et un retable du maître-autel classés monuments historiques[61].

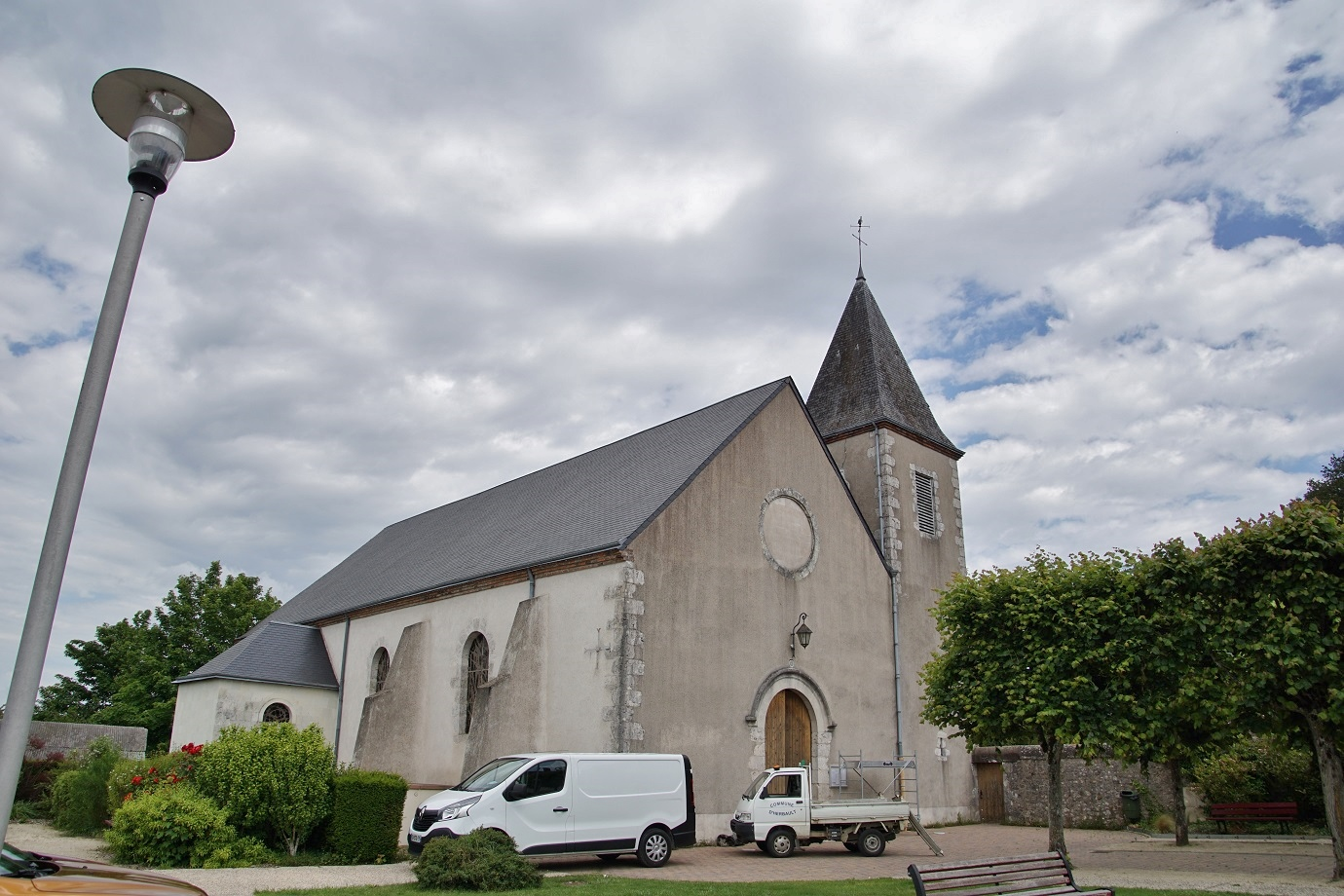
Extérieur de l'église Saint-Martin.
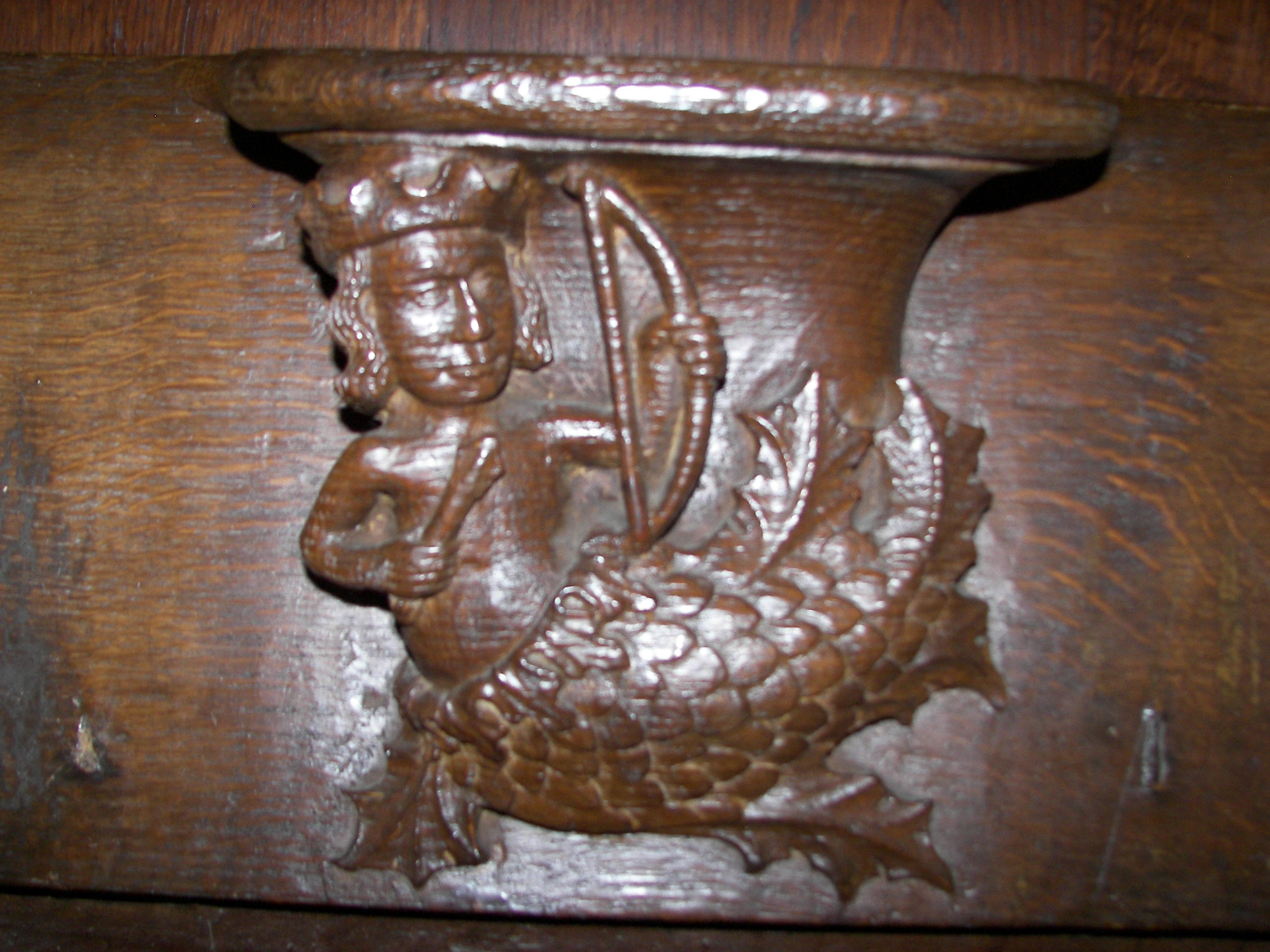
Triton ornant une miséricorde des stalles.
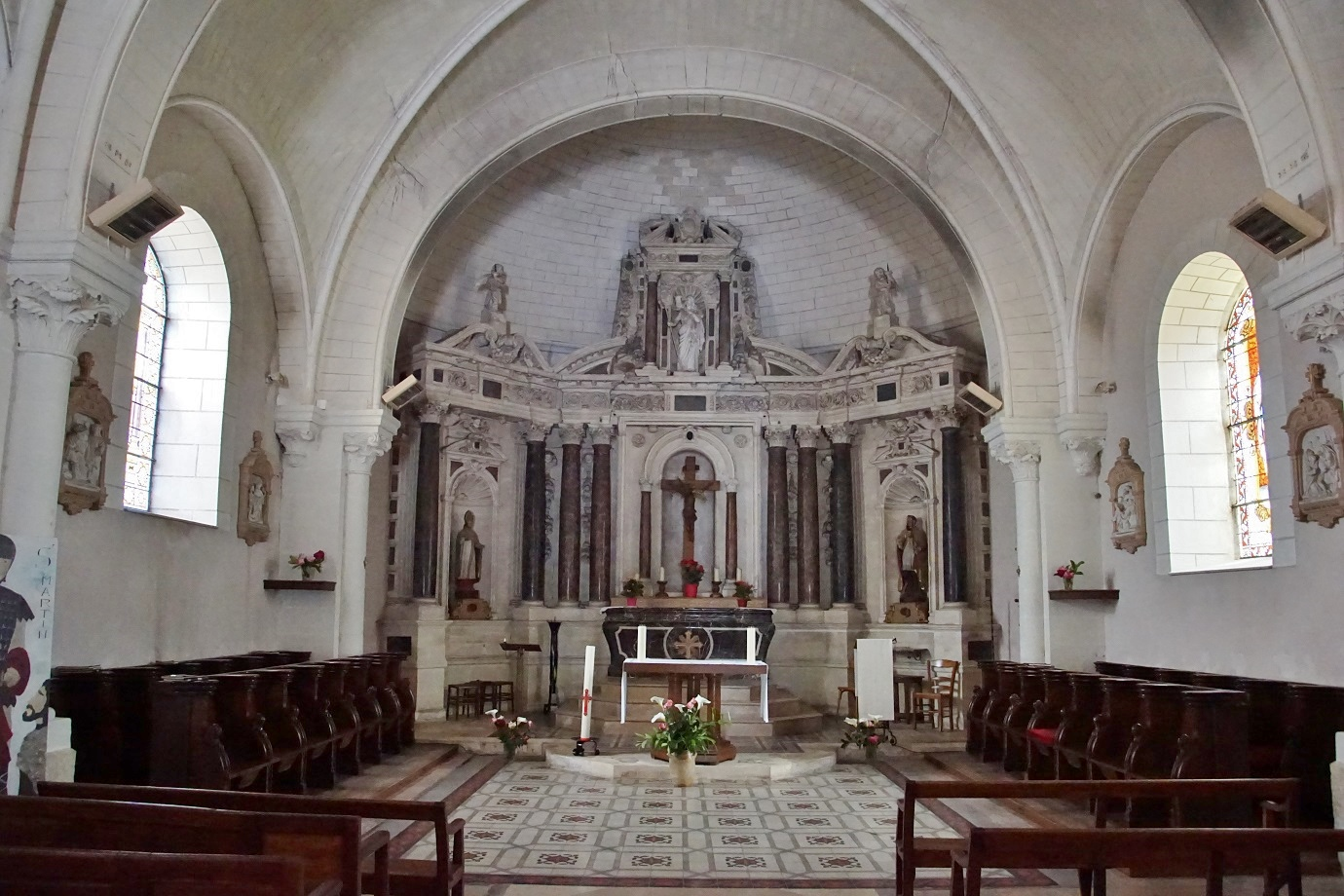
Retable du maître-autel.

### Héraldique
| Armoiries de Dodun, premier marquis d'Herbault. | Les armoiries d'Herbault se blasonnent ainsi : D'azur à la fasce d'or chargée d'un lion issant de gueules, accompagnée de trois grenades tigées et feuillées d'or, ouvertes de gueules. |

### Personnalités liées à la commune
- Charles-Gaspard Dodun, marquis d'Herbault (1723), contrôleur général des finances (1722-1726).
- Jean Tessier, poète français né à Herbault, disciple d'Eugène Bizeau, auteur du recueil L'Hymne à la vie, primé par L'Académie française.